# (14119) Johnprince
(14119) Johnprince (1998 QU46) – planetoida z pasa głównego asteroid okrążająca Słońce w ciągu 3,68 lat w średniej odległości 2,38 j.a. Odkryta 17 sierpnia 1998 roku.